# Ken Weatherwax
Kenneth Patrick Weatherwax dit Ken Weatherwax, né le 29 septembre 1955 à Los Angeles et mort dans la même ville le 7 décembre 2014, est un acteur de télévision américain, essentiellement connu pour avoir joué, enfant, le rôle de Pugsley Addams dans La Famille Addams, de 1964 à 1966. Il incarne à nouveau Pugsley, devenu adulte, dans le téléfilm La Famille Addams : C'est la fête en 1977, puis met fin à sa carrière d'acteur, travaillant comme technicien et constructeur de décors pour le cinéma. Il décède le 7 décembre 2014 dans le quartier de West Hills à Los Angeles d'un infarctus.

## Filmographie
- 1964 : La Grande Caravane (série TV, épisode The John Gillman Story, crédité Kenneth Weatherwax)
- 1964-1966 : La Famille Addams (série TV) : Pugsley Addams (41 épisodes)
- 1973 : The Addams Family (série TV) : Pugsley Addams (voix)
- 1977 : La Famille Addams : C'est la fête : Pugsley Addams